# NGC 7126
NGC 7126 é uma galáxia espiral (Sc) localizada na direcção da constelação de Indus. Possui uma declinação de -60° 36' 34" e uma ascensão recta de 21 horas, 49 minutos e 18,3 segundos.
A galáxia NGC 7126 foi descoberta em 22 de Julho de 1835 por John Herschel.